# Pablo de Lucas
Pablo de Lucas Torres (Elche, Alicante, España, 20 de septiembre de 1986) es un exfutbolista español que jugaba de centrocampista.

## Trayectoria
Ingresó en el fútbol base del Real Sporting de Gijón al ser captado por los técnicos del club asturiano durante su participación en el campus de verano de la Escuela de fútbol de Mareo, siendo una de las pocas incorporaciones que se produjeron hasta este momento por esa vía y el único que llegó al primer equipo. Jugó en la cantera del Sporting desde categoría cadete y formó parte del conjunto que se proclamó campeón de la Copa de Campeones de División de Honor Juvenil en la temporada 2003-04. En la campaña 2004-05 quedó subcampeón de esta misma competición y de la Copa del Rey Juvenil.
Posteriormente, debutó con el Sporting en Segunda División y, en la temporada 2007-08, participó en el ascenso del equipo rojiblanco a Primera División. Sin embargo, no llegó debutar en la máxima categoría y en diciembre de 2008 fue traspasado al Deportivo Alavés. En la campaña 2009-10 fichó por el Villajoyosa C. F., aunque durante el mercado de invierno recaló en las filas del C. D. San Roque de Lepe del grupo IV de Segunda División B. En la siguiente temporada firmó con el Rayo Vallecano de Madrid "B" y, en julio de 2011, fue contratado por la U. D. Salamanca.
Tras dos temporadas en el equipo salmantino, se incorporó a la plantilla del F. C. Petrolul Ploiești en julio de 2013. Debutó en la Liga Europa en un partido de la segunda ronda previa disputado el día 18 de julio ante el Víkingur Gøta, en el que el Petrolul venció por 3-0 y De Lucas anotó el primer gol de su equipo. Al término de la temporada 2014-15 acordó la rescisión de su contrato con el equipo rumano y fichó por el Beitar Jerusalén de la Liga Premier de Israel, del que se desvinculó en enero de 2016 para fichar por el FC Viitorul Constanța. Tras media temporada, en junio se marchó al Xanthi A. O. griego. En enero de 2020 regresó al fútbol rumano tras fichar por el F. C. Voluntari. Un año después firmó por el F. C. Argeș Pitești. Posteriormente probó fortuna en Albania e Italia, jugando para el F. K. Kukësi y el Brindisi F. C. antes de poner fin a su carrera.

## Clubes
| Club                         | País    | Año       |
| ---------------------------- | ------- | --------- |
| Real Sporting de Gijón "B"   | España  | 2005-2006 |
| Real Sporting de Gijón       | España  | 2006-2009 |
| Deportivo Alavés             | España  | 2009      |
| Villajoyosa C. F.            | España  | 2009-2010 |
| C. D. San Roque de Lepe      | España  | 2010      |
| Rayo Vallecano de Madrid "B" | España  | 2010-2011 |
| U. D. Salamanca              | España  | 2011-2013 |
| F. C. Petrolul Ploiești      | Rumanía | 2013-2015 |
| Beitar Jerusalén             | Israel  | 2015-2016 |
| F. C. Viitorul Constanța     | Rumanía | 2016      |
| Xanthi A. O.                 | Grecia  | 2016-2020 |
| F. C. Voluntari              | Rumanía | 2020-2021 |
| F. C. Argeș Pitești          | Rumanía | 2021      |
| F. K. Kukësi                 | Albania | 2021-2022 |
| Brindisi F. C.               | Italia  | 2022      |